# Смертельное падение (фильм, 1993)
«Смертельное падение» — криминальная драма в стиле «нуар» режиссёра Кристофера Копполы. Коппола написал сценарий вместе c Ником Валлелонгой.

## Сюжет
Мошенник Джо Долан (Майкл Бин) в ходе постановочной аферы случайно убивает своего отца Майка (Джеймс Коберн). Джо пытается скрыть убийство отца до тех пор, пока не появляется брат-близнец Майка, Лу, с которым Джо никогда раньше не виделся. Оказывается, что Лу в своё время соперничал с отцом Джо за руку и сердце его покойной матери, и между близнецами надолго испортились отношения. Лу предлагает племяннику участвовать в очередной афере, рискованно манипулируя его чувствами.

## В ролях
- Майкл Бин — Джо Долан
- Николас Кейдж — Эдди
- Джеймс Коберн — Майк, Лу
- Питер Фонда — Пит
- Майкл Константин — Фрэнк
- Чарли Шин — Морган Грипп
- Сара Триггер — Диан

## Критика
Фильм получил преимущественно негативные отзывы от критиков.
На сайте Rotten Tomatoes имеет рейтинг 0 %, основанный на 5 рецензиях.